# Minz zhuang

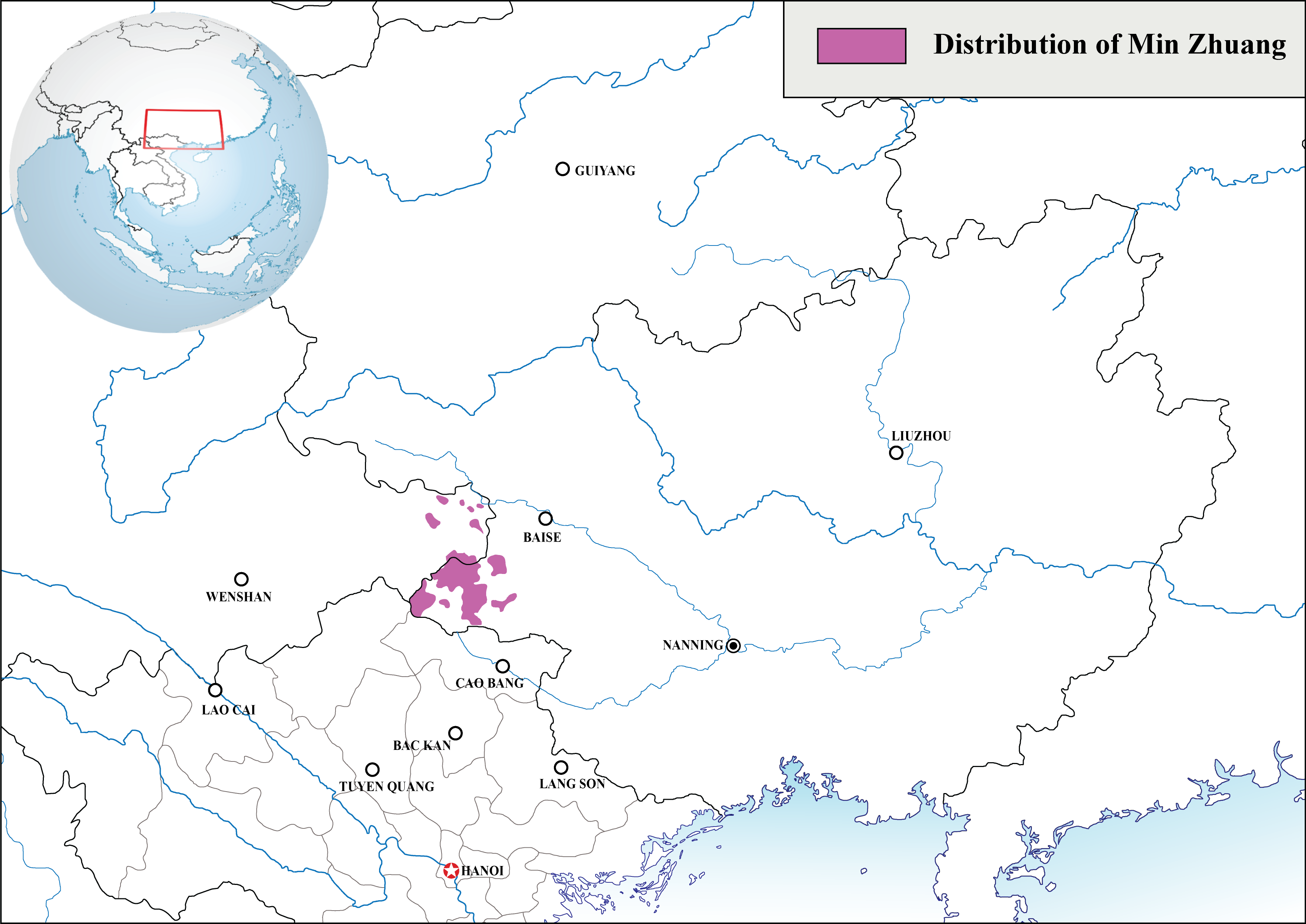
min zhuang

Le minz zhuang, ou min zhuang, est une langue taï-kadaï, parlée au Yunnan en Chine.

## Classification
Le minz zhuang appartient au sous-groupe des langues taï centrales, rattaché aux langues taï au sein de la famille taï-kadaï.

## Répartition géographique
La petite population minz zhuang réside dans onze villages de la Préfecture autonome zhuang et miao de Wenshan du Yunnan, dans les régions limitrophes du Guangxi et du Viêt Nam. Les Minz Zhuang font partie de la minorité Zhuang. 

## Sources
- (en) Eric C. Johnson, 2011, The Southern Zhuang Languages of Yunnan Province’s Wenshan Prefecture from a Sociolinguistic Perspective', SIL International.